# Top of the World Provincial Park
Der Top of the World Provincial Park ist ein etwa 8790 Hektar großer Provincial Park im Südosten der kanadischen Provinz British Columbia. Er liegt nordnordöstlich von Cranbrook im Regional District of East Kootenay. Der Park ist vom Highway 93 bzw. Highway 95 aus nur auf Holzfällerstraßen zu erreichen.

## Anlage
Der Park liegt abgelegen in den Kootenay Ranges, welche als Teil der Southern Continental Ranges zu den Kanadischen Rocky Mountains gehören. Der Park ist geprägt durch zahlreiche hohe Berge. Der im östlichen Bereich des Parks gelegene Mount Morro ist mit 2845 m der höchste Punkt im Park. Westlich des Berges findet sich dann der Top of the World Pass. Mit dem Mount Dingley (2639 m) und dem Mount Doolan (2464 m) liegen im westlichen Parkgebiet zwei weitere hohe Berge. Der niedrigste Punkt des Parks ist das Tal des Lussier River, der im Park entspringt und ihn nach Norden verlässt, auf einer Höhe von etwa 1600 m. Größter See im Park ist der Fish Lake.
Bei dem Park handelt es sich um ein Schutzgebiet der Kategorie II (National Park).

## Geschichte
Der Park wurde im Jahr 2000 mit dem Protected Areas of British Columbia Act zum Schutzgebiet erklärt.
Im Park finden sich jedoch viele archäologische Stätten, da das Gebiet einst zum traditionelle Territorium der Ktunaxa. Diese bauten hier Chert ab, einen obsidianähnlichen Stein, aus dem dann Werkzeuge und Waffen hergestellt wurden.

## Flora und Fauna
Das Ökosystem von British Columbia wird mit dem Biogeoclimatic Ecological Classification (BEC) Zoning System in verschiedene biogeoklimatischen Zonen eingeteilt. Biogeoklimatische Zonen zeichnen sich durch ein grundsätzlich identisches oder sehr ähnliches Klima sowie gleiche oder sehr ähnliche biologische und geologische Voraussetzungen aus. Daraus resultiert in den jeweiligen Zonen dann auch ein sehr ähnlicher Bestand an Pflanzen und Tieren. Innerhalb dieser Systematik wird der Park, wegen seiner Höhenlage, der Alpine Tundra Zone und der Montane Spruce Zone zugeordnet.
In mittleren Höhenlagen bestehen die Wälder hauptsächlich aus Douglasie und Engelmann-Fichte sowie Küsten-Kiefer. Es finden sich weiterhin auch Bestände an Grün-Erle, Balsam-Tanne, Felsengebirgs-Lärche und Weißstämmiger Kiefer. Die Hochebenen werden im Juli und August von Alpenblumen bedeckt, wobei Großblütiger Hundszahn, Indian Paintbrush und Trollblumen am häufigsten vorkommen, aber auch Kanadischer Hartriegel findet sich hier.
Im Park sind grundsätzlich alle in diesen Höhenlagen vorkommenden Großjäger, wie Grizzlybär, Amerikanischer Schwarzbär, Mackenzie-Wolf, Puma und Kanadischer Luchs, sowie ihre typischen Beutetieren, wie Elch, Wapiti, Maultierhirsch und Weißwedelhirsch, heimisch. Weitere große und kleine Säugetiere die im Park vorkommen sind Dickhornschaf und Schneeziege. Neben Kiefernhäher und Meisenhäher findet sich auch der Wappenvogel der Provinz, der Diademhäher, im Park. Greifvögel wie Weißkopfseeadler und Fischadler erweitern den Vogelbestand.
Auf und an den Seen leben Eistaucher und Büffelkopfenten. In den Gewässern finden sich hauptsächlich Cutthroat-Forellen und Dolly-Varden-Forellen.

## Aktivitäten
Da der Park nur auf Holzfällerstraßen erreicht werden kann, wird hauptsächlich durch Angler, Wanderer und Bergsteiger genutzt.